# Franz Krüger (Politiker)

Franz Krüger

Franz Krüger (* 1. Januar 1887 in Königsberg; † 5. Februar 1924 in Berlin) war ein deutscher sozialdemokratischer Politiker.
Krüger lernte nach der Volksschule den Beruf des Bürogehilfen und war bis 1903 als Privatsekretär, Stenotypist und Bürogehilfe tätig. Danach war er bis 1907 bei der Ortskrankenkasse in Königsberg beschäftigt. Anschließend war Krüger dort Arbeitersekretär. Daneben war er Mitglied im Ausschuss der Landesversicherungsanstalt für Ostpreußen, Beisitzer des Versicherungsamtes in Königsberg sowie im Vorstand der AOK Königsberg.
Krüger gehörte der SPD an und war von 1912 bis 1914 Stadtverordneter in seiner Heimatstadt sowie von 1913 bis 1914 Vorsitzender der Wahlkreiskommission. Zwischen 1914 und 1919 amtierte Krüger als Geschäftsführer der Filiale des freigewerkschaftlichen Büroangestelltenverbandes in Berlin.
Krüger nahm nach der Novemberrevolution am Reichsrätekongress teil. Seit November 1918 war er zunächst Sekretär des Volksbeauftragten Friedrich Ebert und nach dessen Wahl zum Reichspräsidenten bis 1920 Direktor im Präsidialbüro. Krüger war bald der einzige Sozialdemokrat in dieser Funktion und die Berufsbeamten versuchten ihn ins Abseits zu drängen. Er war offiziell nur noch für weniger wichtige Fragen, wie den Kontakt zur Partei und den Gewerkschaften sowie für Privatangelegenheiten zuständig. Da die Aufgabengebiete aber nicht genau abgegrenzt waren, gelang es Krüger auch, weitere Fragen an sich zu ziehen.
Zwischen 1919 und 1920 war Krüger Mitglied der Weimarer Nationalversammlung. In dieser Zeit war er auch Vorsitzender der SPD in Großberlin. Außerdem gehörte er seit 1920 zunächst als Beisitzer und schließlich Parteisekretär dem zentralen Vorstand der Partei an. Auch der Berliner Stadtverordnetenversammlung gehörte Krüger von 1921 bis 1924 an. Von 1921 bis 1924 war er Mitglied des preußischen Landtags.